# Cyrtarachne perspicillata
Cyrtarachne perspicillata är en spindelart som först beskrevs av Carl Ludwig Doleschall 1859.  Cyrtarachne perspicillata ingår i släktet Cyrtarachne och familjen hjulspindlar. Utöver nominatformen finns också underarten C. p. possoica.